# 2007
Cette page concerne l'année 2007 (MMVII en chiffres romains) du calendrier grégorien.
 (janvier 2025).
2007 est une année commune qui commence un lundi. C'est la 2007e année de notre ère, la 7e du IIIe millénaire et du XXIe siècle et la 8e de la décennie 2000-2009.

## Autres calendriers
L'année 2007 du calendrier grégorien correspond aux dates suivantes :
- Calendrier berbère : 2956 / 2957
- Calendrier chinois : 4704 / 4705 (le Nouvel An chinois 4705 de l’année du cochon de feu a lieu le 18 février 2007[1])
- Calendrier hébraïque : 5767 / 5768 (le 1er tishri 5768 a lieu le 13 septembre 2007[2])
- Calendrier indien : 1928 / 1929 (le 1er chaitra 1929 a lieu le 22 mars 2007[2])
- Calendrier japonais : 19 de l'Ère Heisei (le calendrier japonais utilise les jours grégoriens)
- Calendrier musulman : 1427 / 1428 (le 1er mouharram 1428 a lieu le 20 janvier 2007[2])
- Calendrier persan : 1385 / 1386 (le 1er farvardin 1386 a lieu le 21 mars 2007[2])
- Calendrier républicain : 215 / 216 (le 1er vendémiaire 216 a lieu le 23 septembre 2007[2])
  - Jours juliens : de 2 454 101,5 à 2 454 466,5[3],[2]

## Chronologie territoriale

### Amérique
- 13-31 mai : Cinquième Conférence générale de l’épiscopat latino-américain et caribéen organisée par le Conseil épiscopal latino-américain (CELAM) à Aparecida au Brésil.

### Asie

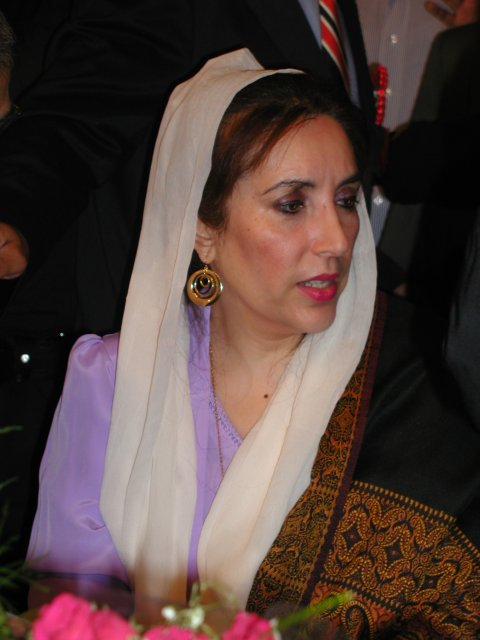
Benazir Bhutto.

- 11 janvier : En Chine, Un missile balistique antisatellite est testé avec succès. De nombreux pays expriment leur inquiétude.
- 30 juin : célébration du retour de Hong Kong sous souveraineté chinoise.
- 10 juillet : l'armée pakistanaise lance un assaut contre la Mosquée rouge d'Islamabad, qui était contrôlée par des militants islamistes, relançant l'insurrection islamiste au Pakistan après une accalmie relative.
- 14 août : Attentats du 14 août 2007 à Qahtaniya en Irak faisant 796 morts et 1 500 blessés.
- 27 décembre : Benazir Bhutto, dirigeante du PPP, principal parti d'opposition au Pakistan, est tuée lors d'un attentat, à 11 jours des élections, déstabilisant le pays.

### Europe
- 1er janvier : la Bulgarie et la Roumanie font leur entrée dans l'Union européenne, deux ans après la signature du traité d'adhésion en avril 2005.

- 2 février : à Paris, Conférence internationale "pour une gouvernance écologique mondiale". Le président Jacques Chirac propose que les Nations unies adoptent une "Déclaration universelle des droits et devoirs environnementaux".
- 25 février : l'Agence spatiale européenne (ESA) annonce que la sonde spatiale Rosetta est arrivé à proximité de Mars.
- 6 mai : Nicolas Sarkozy est élu Président de la République française avec 53,06% des suffrages face à Ségolène Royal.
- 17 mai : François Fillon est nommé Premier Ministre.
- 27 juin : départ de Tony Blair du 10 Downing Street, Gordon Brown devient le Premier Ministre du Royaume-Uni.
- 4 au 9 septembre 2007 : troisième rassemblement œcuménique européen à Sibiu, en Roumanie, au cours duquel est il est décidé d'instaurer un Temps de la Création entre le 1er septembre et le 4 octobre de chaque année.

## Chronologie thématique

### Arts et culture
- 2 mars : 34 ans après son dernier concert en France, Michel Polnareff revient à Bercy pour 12 soirées.
- 22 mai : centenaire de la naissance d'Hergé créateur des Aventures de Tintin, des exploits de Quick et Flupke et des aventures de Jo, Zette et Jocko
- 9 août : Première tournée mondiale des Daft Punk.
- 22 décembre : inauguration de l'Opéra de Pékin conçu par l'architecte français Paul Andreu.

### Astronomie
- 3 mars : éclipse lunaire totale
- 19 mars : éclipse solaire partielle
- 21 mars : équinoxe de printemps.
- 28 août : éclipse lunaire totale
- 11 septembre : éclipse solaire partielle

### Éducation
- 7 janvier : 100e anniversaire de la création de la première école Montessori.
- 1er août : lever du soleil sur le scoutisme à l'occasion du centenaire du scoutisme.

### Informatique
- 9 janvier : Steve Jobs, patron d'Apple présente le premier iPhone durant la keynote d'Apple au MacWorld 2007
- 30 janvier : sortie de Microsoft Windows Vista et Microsoft Office 2007 pour le grand public
- 19 avril : sortie d'Ubuntu 7.04 nom de code Feisty Fawn (Linux)
- 15 septembre : journée du logiciel libre.
- Septembre-octobre : sortie d'Apple Mac OS X v10.5, nom de code Leopard
- 18 octobre : sortie d'Ubuntu 7.10 nom de code Gutsy Gibbon (Linux)

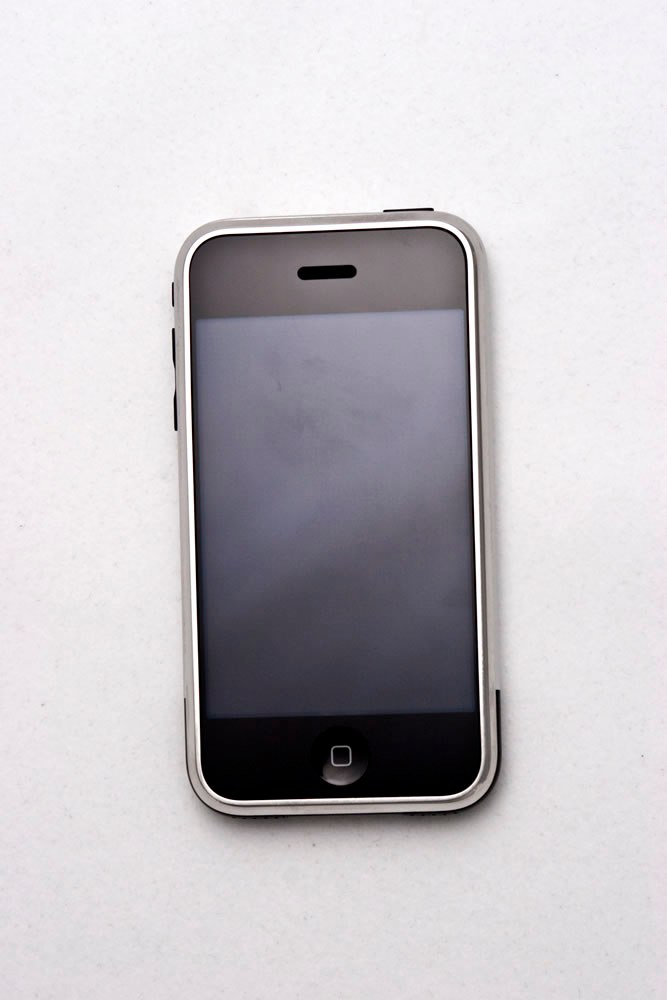
Un iPhone 2G 8Go d'Apple. À la suite de son succès commercial en 2007, il démocratisa le smartphone à travers le monde. L'innovation d'Apple, un téléphone mobile disposant d'une interface entièrement tactile grâce à la technologie multi-touch.

### Physique
- Découverte à la Royal Society britannique de documents inédits relatant les travaux originaux sur la fission de Hans von Halban et Lew Kowarski en 1940 à Cambridge.

### Santé
- En 2007, l'OMS a enregistré 74 cas de grippe aviaire chez l'être humain dont 49 ont été mortels chez des personnes en contacts étroits avec les oiseaux contaminés. Depuis le début de l'épidémie en 2003, 385 cas humains ont été répertoriés dont 243 sont morts, soit 63,1 %

### Sports
- 19 janvier – 4 février : championnat du Monde de handball en Allemagne.
- 13 mars - 18 mars : championnat d'Europe de Tir à la carabine et au pistolet 10 mètres à Deauville
- 1er avril : Wrestlemania 23 au Ford Field à Détroit
- 11 avril - 6 juin : séries éliminatoires de la Ligue nationale de hockey, remportées par les Ducks d'Anaheim.
- 16 avril - 7 juillet : coupe de l'America à Valence
- 23 mai : finale de la Ligue des champions de l'UEFA remportée par l'AC Milan face à  Liverpool (2-1) au  Stade olympique d'Athènes.
- 9 juin - l'équipe de France de rugby à XV essuie sa plus lourde défaite de son histoire face à la Nouvelle-Zélande sur le score de 61-10.
- 10 juin - 17 juin : critérium du Dauphiné libéré 2007, remporté par le français Christophe Moreau.
- 10 juin : Rafael Nadal remporte les Internationaux de France à Roland-Garros en battant Roger Federer en quatre sets.
- 30 juin - 22 juillet : coupe du monde de football des moins de 20 ans 2007 au Canada
- 4 juillet : proclamation à Guatemala City (Guatemala) de la ville qui organisera les Jeux olympiques d'hiver de 2014: Sotchi.
- 7 juillet - 14 juillet : 13e Gymnaestrada mondiale à Dornbirn, en Autriche.
- 7 juillet - 29 juillet : tour de France cycliste dont le départ est donné de Londres. L'espagnol Alberto Contador remporte la course.
- 8 juillet : Roger Federer signe un cinquième succès consécutif à Wimbledon face à Rafael Nadal.
- 11 juillet - 23 juillet : jeux panafricains se déroulant à Alger.
- Juillet - Jeux des îles à Madagascar
- 24 août - 2 septembre : championnats du monde d'athlétisme 2007 à Ōsaka au Japon.
- 10 septembre - 30 septembre : Coupe du monde de football féminin en Chine.
- 7 septembre – 20 octobre : coupe du monde de rugby à XV en France; victoire finale de l'Afrique du Sud.
- 9 novembre : finale de la Ligue des champions de la CAF remportée par l'équipe tunisienne de l'Étoile Sportive du Sahel (ESS) au stade du Caire.
- 2 décembre : Kakà remporte le Ballon d'or 2007.
- 10 décembre : Henri Courtine est le premier Français à recevoir le 10° dan de Judo. Guy Pelletier, Jacques Le Berre, Lionel Grossain et André Bourreau sont nommés 9° dan.

### Urbanisme
- Le taux d'urbanisation mondial dépasse les 50 %.

## Distinctions internationales

### Prix Nobel
Les lauréats du Prix Nobel en 2007 sont :
- Prix Nobel de physique : Albert Fert et Peter Grünberg.
- Prix Nobel de chimie : Gerhard Ertl.
- Prix Nobel de physiologie ou médecine : Mario Capecchi, Martin Evans et Oliver Smithies.
- Prix Nobel de littérature : Doris Lessing.
- Prix Nobel de la paix : Al Gore et le Groupe d'experts intergouvernemental sur l'évolution du climat.
- Prix Nobel  d'économie : Leonid Hurwicz, Eric Maskin et Roger Myerson.

### Autres prix
- Prix Pritzker (architecture) : Richard Rogers.

## Décès en 2007

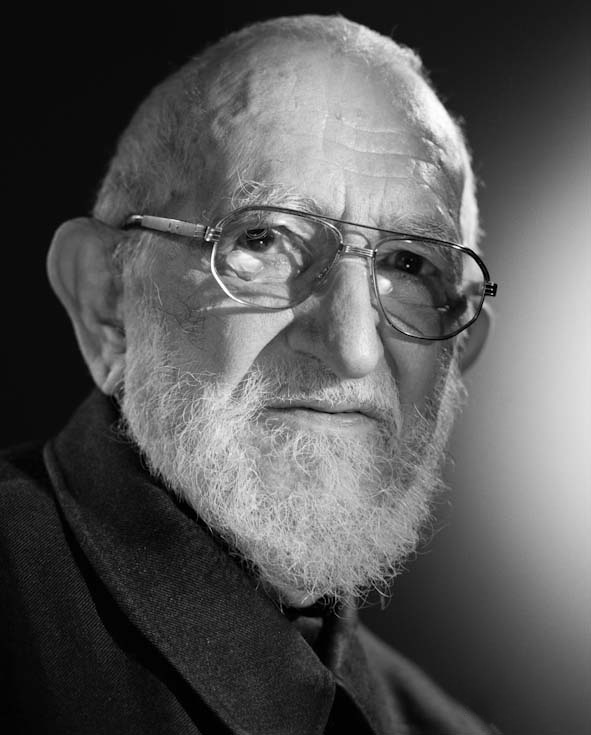
Abbé Pierre.

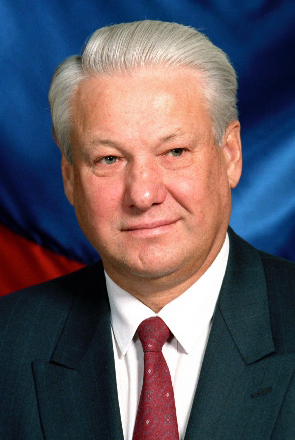
Boris Eltsine

Personnalités majeures décédées en 2007
- 22 janvier : Abbé Pierre (prêtre français)
- 2 mars : Henri Troyat (écrivain français)
- 23 avril : Boris Eltsine (homme d'État russe)
- 27 avril : Mstislav Rostropovitch (violoncelliste russe)
- 30 avril : Grégory Lemarchal (chanteur français)
- 30 mai : Jean-Claude Brialy (acteur français)
- 29 juillet : Michel Serrault (acteur français)

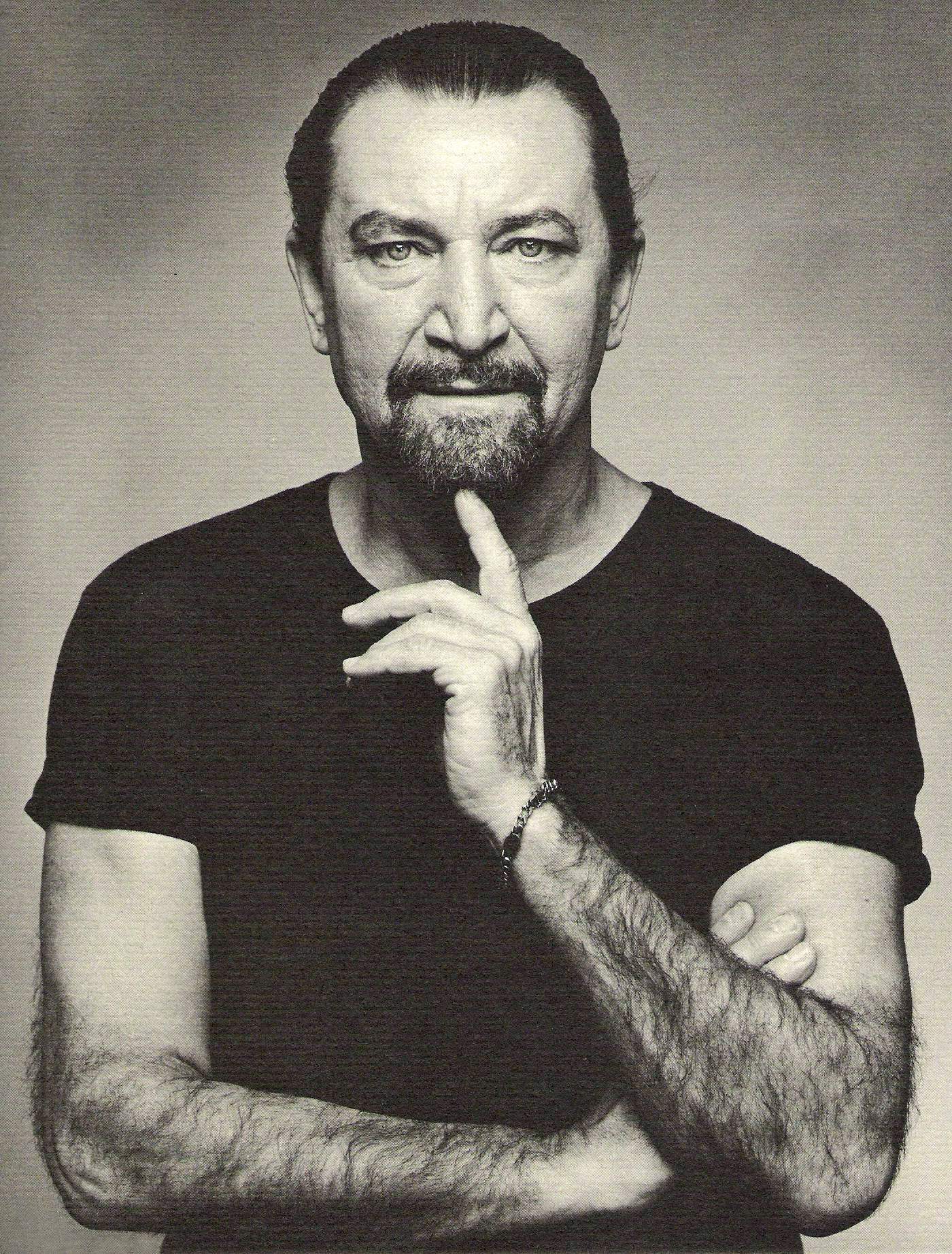
Maurice Béjart

- 30 juillet : Michelangelo Antonioni (cinéaste italien)
- 30 juillet : Ingmar Bergman (cinéaste suédois)
- 25 août : Raymond Barre (homme politique français)
- 29 août : Pierre Messmer (homme politique français)
- 6 septembre : Luciano Pavarotti (ténor italien)
- 14 septembre : Jacques Martin (animateur de télévision français)
- 22 novembre ; Maurice Béjart (danseur et chorégraphe français)
- 5 décembre : Karlheinz Stockhausen (compositeur allemand)
- 22 décembre : Julien Gracq (écrivain français)

## Principales fêtes religieuses
- 7 janvier : fête chrétienne de l'Épiphanie
- 7 janvier : fête chrétienne de Noël dans le calendrier de l'Église orthodoxe russe
- 14 mars : nouvel an sikh
- 21 mars : nouvel an bahaï
- 30 mars : nouvel an hindou
- 1er avril : fête chrétienne des Rameaux dans le calendrier des Églises chrétiennes d'Occident
- 2 avril : début de la fête juive de Pessa'h au coucher du Soleil, qui se poursuit pendant une semaine
- 6 avril : fête chrétienne du vendredi saint dans le calendrier des églises chrétiennes d'Occident
- 8 avril : fête chrétienne de Pâques dans le calendrier des Églises chrétiennes d'Occident
- 12 septembre : début de la fête juive de Roch Hachana au coucher du Soleil, qui se poursuit jusqu'à la tombée de la nuit le 14
- 22 septembre : début de la fête juive de Yom Kippour au coucher du Soleil, qui se poursuit jusqu'à la tombée de la nuit le 23
- 13 octobre : fête musulmane de l'Aïd el-Fitr qui célèbre la fin du mois du Ramadan
- 21 octobre : fête hindoue de Divali
- 20 décembre : fête musulmane de l'Aïd el-Kebir
- 25 décembre : fête chrétienne de Noël dans le calendrier des Églises chrétiennes d'Occident